# Америчка куна
Америчка куна (лат. Martes americana) северноамеричка је куна из рода Martes унутар потпородице Mustelinae сврстане у породицу Mustelidae. Разликује се од куне риболовца (Martes pennanti) по својој мањој величини, смеђој боји крзна и неправилно обликованом узорку на прсима који је светле боје.

## Распрострањеност
Америчка куна живи у старим зимзеленим или мешовитим шумама Аљаске и Канаде, као и на северу Стеновитих планина. Хватање у замке и крчење њеног природног станишта смањили су број популације, али бројнија је од популације куне риболовца. Њуфаундлендска подврста ове животиње (Martes americana atrata) сматра се угроженом.

## Опис
Америчка куна има дугуљасто и витко тело прекривено сјајним смеђим крзном са светлије обојеним вратом, дугим китњастим репом и зашиљеном њушком. Њене канџе се могу делимично увући, помажући јој притом при пењању на дрвеће. Такође има прилично велике јастучиће на стопалима у односу на њену телесну тежину, што јој допушта ходање у снегу. Ово пружа америчкој куни предност у подручјима с тешким снегом.
Крзно америчке куне сјајно је и раскошно, наликујући на крзно њеног рођака самура. На прелазу 20. века, популација америчке куне десеткована је због трговине њеним крзном. Бројне мере заштите и увођење јединки у природна станишта довеле су до опоравка популације, али крчење шума и даљe представља проблем популацијама америчке куне у већини њеног станишта. Лов на америчку куну тренутно је законит у одређеним подручјима током кратких сезона лова.

## Понашање
Америчка је куна већином активна дању, рано ујутро или касно поподне. По правилу је усамљена животиња изван сезоне парења. Мужјак брани своју територију и може бити веома агресиван према мужјацима своје врсте. Парење се одвија током лета, али се усађивање оплођеног јајашца одлаже па се тек следећег пролећа коте једно до пет младунаца.
Ова куна је сваштојед, преферирајући хватање и прехрањивање маленим сисарима, посебно америчким црвеним веверицама (Tamiasciurus hudsonicus), али спремно једе и рибу, жабе, инсекте, стрвину, воће и осталу храну биљног порекла када јој је доступна.